# Turnera odorata
Turnera odorata là một loài thực vật có hoa trong họ Lạc tiên. Loài này được Rich. miêu tả khoa học đầu tiên năm 1792.